# Cataratas Olo'upena
As Cataratas Olo'upena são quedas de água localizadas na parte nordeste da ilha de  Molokai, no Havai, e tidas como a quarta mais alta queda de água do mundo.
Estas quedas formam-se numa linha de água sazonal e caem diretamente no oceano, entre os vales Pelekunu e Wailau. São observáveis apenas do mar ou do ar.